# Pedro José Pidal y Bernaldo de Quirós
Pedro José Pidal y Bernaldo de Quirós (* 2. November 1869 in Somió, Gijón; † 17. November 1941 in Gijón), Marqués de Villaviciosa, war ein spanischer Politiker. Pidal war ausgebildeter Jurist und betätigte sich auch als Schriftsteller und Journalist. Die Silbermedaille, die er 1900 im Taubenschießen gewann, galt bis 2004 als die erste olympische Medaille für Spanien. Heute wird der Wettbewerb allerdings vom IOC nicht mehr in der offiziellen Statistik geführt. 1904 gelang ihm die Erstbesteigung des Naranjo de Bulnes. Pedro Pidal setzte sich für die Einrichtung von Nationalparks in Spanien ein und legte damit die Fundamente für den Naturschutz in Spanien.

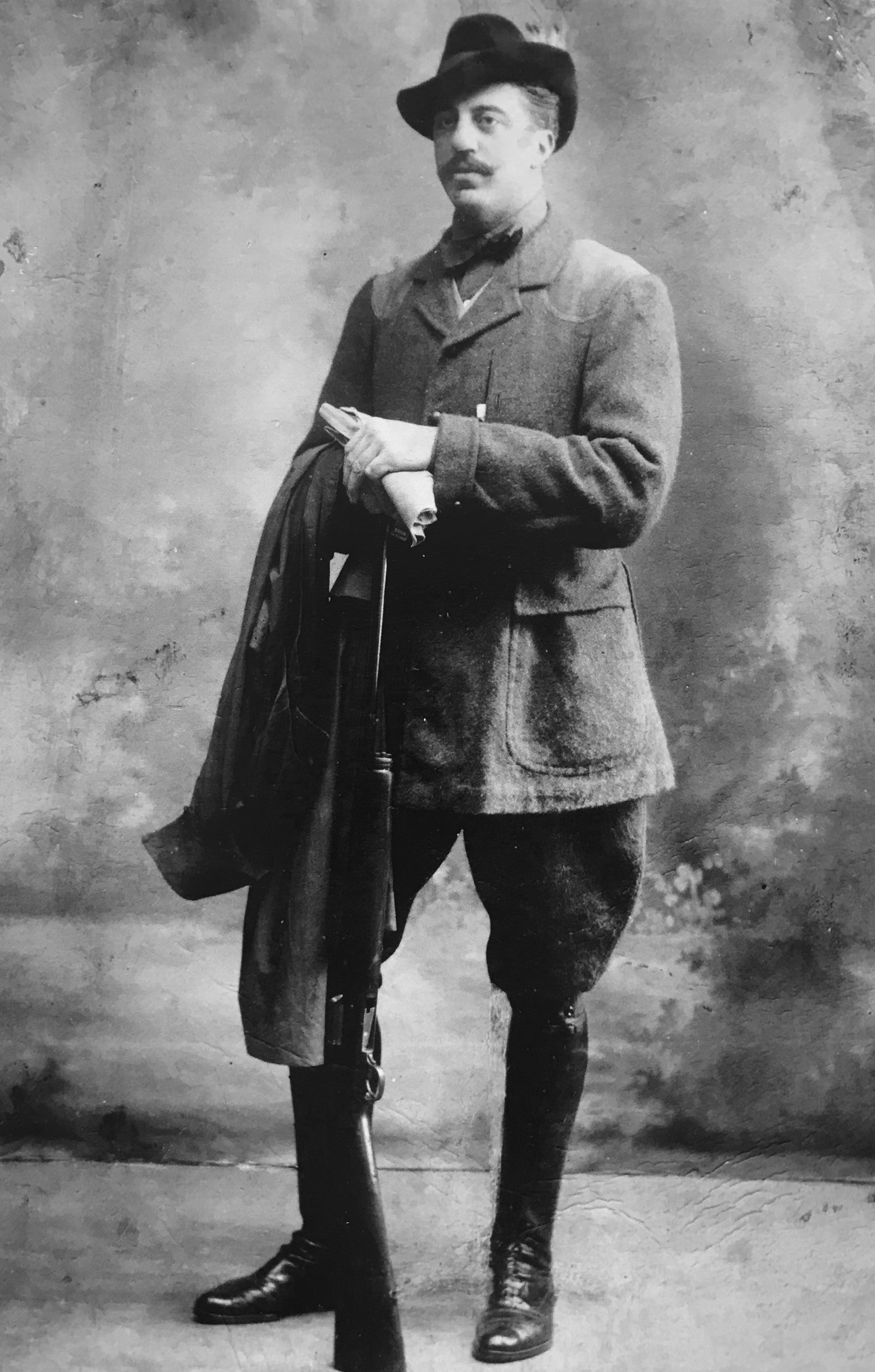
Pedro Pidal (1918)

## Herkunft
Die Familie Pidal ist ein asturianisches Adelsgeschlecht mit Stammsitz in der Gemeinde Villaviciosa. Dort sind sie seit Ende des 15. Jahrhunderts nachgewiesen.
Pedro Pidals Großvater, Pedro José Pidal y Carniado, bekleidete mehrere Ministerämter, war Mitglied der Real Academia de la Lengua Española und Kammerherr des Königs. Für seine Verdienste erhielt er den Titel eines Marqués de Villaviciosa. Der Vater, Alejandro Pidal y Mon, war Gründer der politischen Vereinigung Unión Católica und Präsident des spanischen Kongresses. Er wurde scherzhaft als „Zar von Asturien“ bezeichnet.

## Privatleben
Pedro Pidal machte mit 17 Jahren sein Abitur in Madrid. Danach studierte er Rechtswissenschaften an der Madrider Universidad Central, das Studium schloss er 1891 ab. Mit 22 Jahren heiratete er Jacqueline Guilhou, die Tochter eines Gießereibesitzers und Bauunternehmers aus Mieres. Bei der Hochzeit verlieh ihm Königin Maria Cristina den Titel des Marqués de Villaviciosa. Pedro Pidal und Jacqueline Guilhou hatten zwei Söhne, Alejandro Pidal y Guilhou und Pedro Pidal y Guilhou. Pidals sterbliche Überreste wurden, wie er es gewünscht hatte, am 18. September 1949 auf den Mirador de Ordiales in den Picos de Europa umgebettet.

## Sport

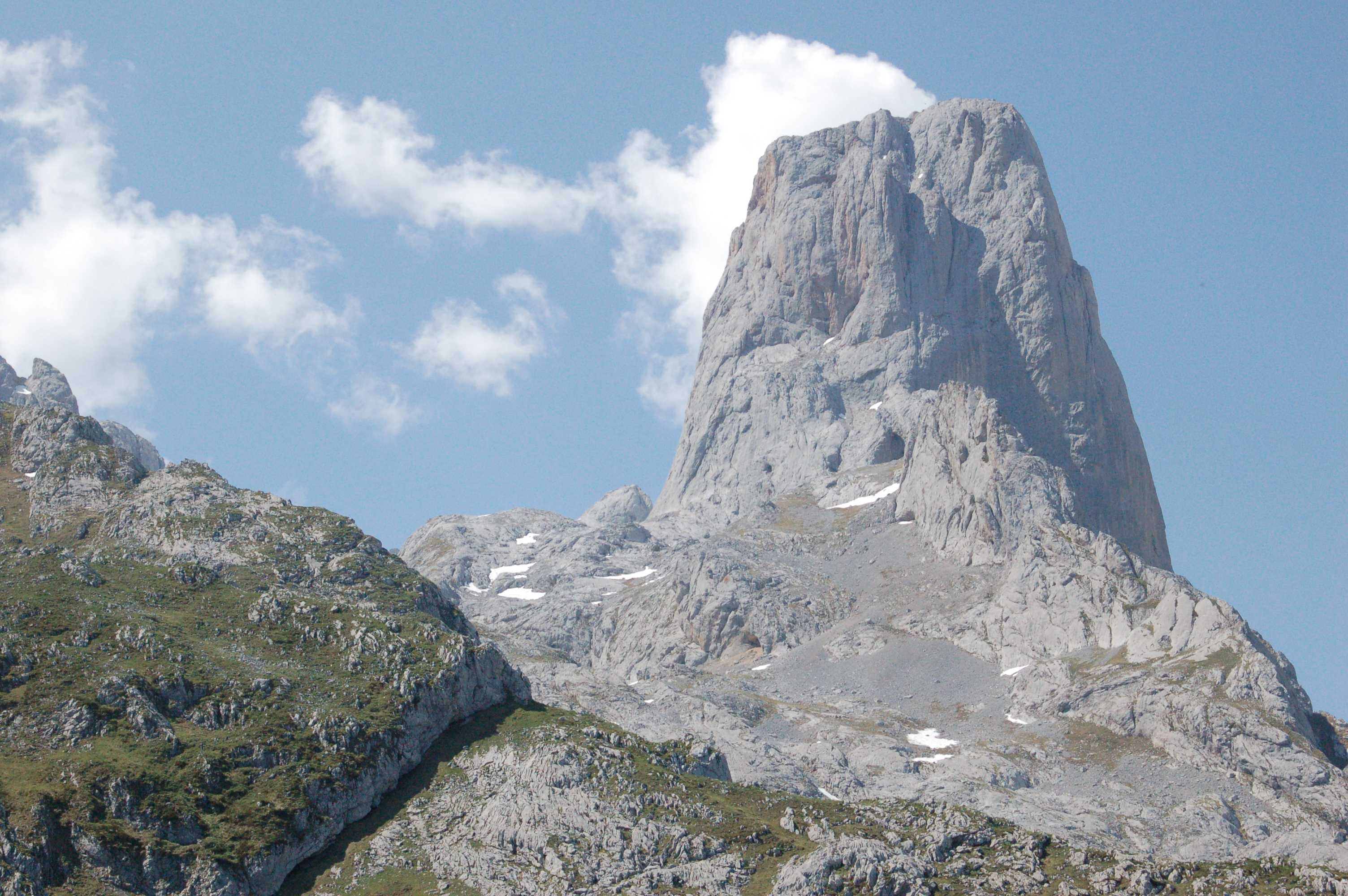
Der Naranjo de Bulnes oder Picu Urriellu in den Picos de Europa

Im Rahmen der Olympischen Sommerspiele 1900 nahm Pedro Pidal am Wettbewerb im Taubenschießen teil. Hier gewann er die Silbermedaille und galt dadurch lange Zeit als erster Medaillengewinner Spaniens. Das Internationale Olympische Komitee entschied allerdings 2004, das Taubenschießen von 1900 nicht mehr als olympischen Wettbewerb zu werten. Hierfür scheinen formale Kriterien ausschlaggebend gewesen zu sein, insbesondere, dass für den Sieg im Taubenschießen ein Geldpreis vergeben wurde. Das IOC führt die Medaillengewinner von damals nicht mehr unter den Medaillengewinnern aus Spanien auf. Das Spanische Olympische Komitee schloss sich in dieser Frage der Auffassung des IOC nicht an und führt Pedro Pidal weiter als Olympiasieger.
Am 5. August 1904 gelang Pedro Pidal zusammen mit dem Hirten Gregorio Pérez Demaría die Erstbesteigung des 2.514 Meter hohen Naranjo de Bulnes oder Picu Urriellu in den Picos de Europa.

## Politik und Naturschutz
Nach Abschluss des Studiums widmete sich Pidal der Politik. Von 1896 bis 1907 war er Abgeordneter für den Distrikt Belmonte de Miranda, von 1907 bis 1910 für Luarca und seit 1899 zusätzlich für Mondoñedo in Galicien. Im Jahre 1914 ernannte ihn Eduardo Dato zum Senator auf Lebenszeit.
Als Jagd- und Naturliebhaber zeigte Pedro Pidal zunächst Interesse daran, bestimmte Gebiete für die Jagd zu reservieren. Bei einer Reise durch die USA besuchte er 1915 den Yellowstone-Nationalpark und den Yosemite-Nationalpark. Angeregt durch diese Vorbilder, setzte er sich für die Einrichtung von Nationalparks in seiner Heimat ein. Spanien verabschiedete bereits 1916 das Ley de Creación de Parques Nacionales. Pedro Pidal wurde zum Comisario General de Parques Nacionales gewählt, damit war er Vizepräsident der Junta General de Parques Nacionales. Schließlich wurde 1918 mit dem Parque Nacional de la Montaña de Covadonga (heute Nationalpark Picos de Europa) der erste Nationalpark Spaniens eingerichtet. Bald darauf folgte der Parque Nacional del Valle de Ordesa.
Pedro Pidals Engagement im Naturschutz gründete sich weniger auf rationelle Überlegungen, für ihn waren Naturschätze „Heiligtümer“, die es zu bewahren galt. Die Verwaltung der neuen Nationalparks gestaltete sich schwierig, insbesondere weil die Frage des Grundbesitzes im Nationalpark-Gesetz offengeblieben war. Dazu kamen eine schlechte finanzielle Ausstattung und die mangelnde Kooperation lokaler Behörden. Neue Naturschutzgebiete wurden in Spanien erst wieder ab 1927 eingerichtet, nachdem auf Initiative des Geologie-Professors Eduardo Hernández Pacheco weitere Schutzgebiets-Typen eingeführt wurden, die sich für die spanischen Verhältnisse besser eigneten. Pedro Pidal behielt seinen Einfluss im Naturschutz auch zu Zeiten der Zweiten Spanischen Republik, so wurde er am 22. Juni 1931 zum Presidente-Comisario der Junta de Parques Nacionales ernannt.

## Publikationen
Pedro Pidal schrieb regelmäßig Artikel für die Madrider Zeitungen El Imparcial und Vida Nueva. Er übersetzte Gorchers „Teoria de los cambios“ und veröffentlichte etwa zwanzig Bücher:
- Espiritualismo lógico. (Madrid)
- ¡Alerta, España! (Madrid, 1898)
- ¡Español, edificate! (Madrid)
- Lo que piensa, quiere y puede el extranjero. (Madrid)
- Instrucción pública. (Madrid, 1912)
- ¿Quijotes o Celestinas? Violación de la España naciente. (Madrid, 1916, Sammlung von Parlamentsdebatten zur Bildungspolitik)
- Parques Nacionales. (Madrid, Debatte im Senat)
- Lo que es un parque nacional y el parque nacional de Covadonga. (Madrid, 1917)
- Los Picos de Europa. Contribución al estudio de las montañas españolas. (Madrid, 1918)
- El Naranjo de Bulnes, Peña Santa. (Madrid, 1919)
- Política al alcance de todos. (Madrid, 1919)
- Filosofía al alcance de todos. (Madrid)
- El Crimen político. Fabricando menores y mujeres. (Madrid, 1922)
- Liberalismo dictatorial y despotismo democrático. (Madrid, 1923)
- Constitución católica, apostólica, cristiana. (Madrid, 1927)
- Segundo y simbolo, no sustituto. Apóstol de Cristo, no sacerdote del imperio. Solución al problema religioso político de España. (Madrid, 1930)
- Del paisaje a la política: Monarquía del “Filioque”, republicana, nacional o de Alfonso XIII. Apertura de las Cortes este verano en al Parque Nacional de la montaña de Covadonga. La Corte en Poo. Las Cortes en Ordiales. (Madrid, 1931)
- El misterio del Uni en el verso explica el universo, determina su filosofia, su religión, su ciencia, su moral y su política. (Madrid, 1933)
- El caso de la Fábrica de Mieres. (Gijón, 1933)
- El caso de los parques nacionales. (Gijón, 1934)

Von einem seiner Biografen wurde Pidals literarisches Werk wegen der „Tiefe seiner Gedanken, der Eleganz des Stils und seiner reichhaltigen und erlesenen Bildung“ gelobt. Ein anderer widersprach dieser Ansicht, da er sich vor allem bei Pidals letzten Werken nicht in der Lage sah, „in die Geheimnisse des Denkens einzudringen, die sich dort auftun“.

## Ehrungen
Für seinen Beitrag zum Erfolg der Pariser Weltausstellung 1900 wurde Pedro Pidal zum Ritter der Ehrenlegion ernannt. Die Bergsteiger-Vereinigung Peñalara ehrte ihn im Sommer 1933 für die Erstbesteigung des Naranjo de Bulnes durch das Errichten des Mirador del Pozo de la Oración in Poo (Cabrales). Eines der beiden Besucherzentren des Nationalparks Picos de Europa trägt den Namen „Pedro Pidal“.